# Operație unară
În matematică o operație unară este o operație cu un singur operand, adică o singură mărime de intrare. Asta în contrast cu operațiile binare, care au doi operanzi. Un exemplu este funcția {\displaystyle f\,:\,A\rightarrow A}, unde A este o mulțime. Funcția f este o operație unară pe A.
Notațiile obișnuite sunt prin prefixe (de exemplu semnele +, −, ¬), sufixe (de exemplu factorial n!), nume de funcții (de exemplu sinx sau sin(x)) și exponenți (de exemplu transpunere unei matrice AT). Există și alte notații. De exemplu bara orizontală care extinde semnul radical indică extinderea argumentului.
Structurile algebrice numite grupuri conțin o operație unară atașată operației binare din structură, anume elementul simetric al fiecărui element din grup. 

## Exemple

### Negative și pozitive unare
Deoarece operațiile unare au un singur operand, acestea sunt evaluate înainte de alte operații. Iată un exemplu care folosește negația în numere întregi:
3 − −2
Aici, primul „−” reprezintă operația binară de scădere, iar al doilea „−” reprezintă negația unară a lui 2 (adică „−2” trebuie înțeles ca valoarea întreagă −2). Prin urmare expresia este egală cu:
3 − (−2) = 5
Technic, există și un pozitiv unar, dar nu este nevoie să fie semnalat explicit deoarece se presupune că valoarea sa este pozitivă:
(+2) = 2
Valoarea pozitivă nu schimbă semnul unei operații negative:
(+(−2)) = (−2)
Pentru a schimba semnul trebuie un negativ unar:
(−(−2)) = (+2)

### Inversul multiplicativ
Pentru a exista operația unară de invers multiplicativ se extinde mulțimea numerelor întregi la numere raționale.

### Trigonometrie
În trigonometrie funcțiile trigonometrice ca sin, cos, tg sunt operații unare. Asta din cauză că se poate da un singur argument pentru a obține rezultatul. prin contrast, operațiile binare, ca adunarea, cer doi operanzi pentru a furniza un rezultat.

### Geometrie
Exemple de operații unare în geometrie sunt: reflexie (matematică), etc.

### Algebra logicii
Negația este o operație unară in algebra noțiunilor și propozițiilor logice.

### Exemple din limbajele de programare

#### JavaScript
În JavaScript următorii operatori sunt unari:
- Operatorii de incrementare: ++x, x++
- Operatorii de decrementare: −−x, x−−
- Pozitiv: +x
- Negativ: −x
- Complementul față de unu: ~x
- Negația logică: !x

#### Familia limbajelor C
În familia limbajelor C următorii operatori sunt unari:
- Operatorii de incrementare: ++x, x++
- Operatorii de decrementare: −−x, x−−
- Referința: &x
- Indirectarea: *x
- Pozitiv: +x
- Negativ: −x
- Complementul față de unu: ~x
- Negația logică: !x
- Conversia de tip (cast): (tip) expresie-cast

#### Shell Unix (Bash)
În shellul Unix/Linux (sh/bash), '$' este un operator unar când este folosit la expandarea parametrilor, înlocuind numele variabilei cu valoarea sa (uneori modificată). De exemplu:
- Expandare simplă:  $x
- Expandare complexă:  ${#x}

#### PowerShell Windows
- Incrementare: ++$x, $x++
- Decrementare: −−$x, $x−−
- Pozitiv: +$x
- Negativ: −$x
- Negația logică: !$x
- Invocă în aplicația curentă: .$x
- Invocă într-o aplicație nouă: &$x
- Cast: [tip] expresie-cast
- Cast: +$x
- Tablou: ,$tablou